# Georgina Amorós
Georgina Amorós (Barcelona, 30 d'abril de 1998) és una actriu catalana coneguda per les seves interpretacions a les sèries Élite, Benvinguts a la família i Vis a Vis. El 2020 va participar en la seva primera pel·lícula en anglès, Rifkin's Festival de Woody Allen.

## Biografia
Amorós ha dit que va començar a actuar de nena en petites produccions i que li agradava molt. Quan tenia 17 anys, es va traslladar a Los Angeles (Estats Units) per estudiar interpretació. Des de 2017 ha treballat en diverses sèries disponibles a Netflix, incloent-hi Benvinguts a la família, emesa per TV3 i la seva única interpretació en català, on va tenir el seu primer paper com a Àlex. En la segona temporada el seu personatge es veurà implicat en una «trama amorosa». Ha dit que és el treball del qual n'està més orgullosa per com en va aprendre. També va aparèixer en l'última temporada del drama Vis a vis, interpretant-hi Fàtima Amir, la filla del personatge de Najwa Nimri.
El 2019 es va unir al repartiment de la sèrie de Netflix Élite, interpretant a Cayetana, la filla d'una treballadora de neteja de l'escola que hi va amb una beca. El personatge, que és una influenciadora de les xarxes socials, explora com la gent no és sempre el que semblen en línia (els diversos personatges de la sèrie no són el que semblen de diferents maneres); Amorós diu que el seu personatge és «aparentment feliç però té molts nivells». També el 2019, va ser seleccionada al càsting de Rifkin's Festival, de Woody Allen, una oportunitat que la va entusiasmar després d'haver vist Vicky Cristina Barcelona i sabent que el director de Hollywood havia estat a la seva ciutat natal, Barcelona. Va ser la seva primera actuació en anglès.

## Vida personal
Parla català, castellà, francès i anglès i ha dit que «no podria viure» sense la mar i la costa. És feminista i ha participat en campanyes contra la discriminació LGBT+ i a favor de la mobilització del vot jove a Espanya. El 2019 va rebre amenaces de mort a Twitter pel seu personatge a Élite i va esborrar-ne el compte.

## Filmografia

### Televisió
| Any       | Títol                   | Canal    | Paper                    | Notes       | Ref    |
| --------- | ----------------------- | -------- | ------------------------ | ----------- | ------ |
| 2014      | Velvet                  | Antena 3 | Ana (jove)               | 4 episodis  | [ 2 ]  |
| 2015      | Bajo sospecha           | Antena 3 | Emilia «Emi» Vega Castro | 8 episodis  | [ 2 ]  |
| 2015      | Águila Roja             | TVE      |                          | 3 episodis  | [ 2 ]  |
| 2016      | Seis Hermanas           | TVE      | Lorenza                  | 7 episodis  | [ 10 ] |
| 2018–2019 | Benvinguts a la família | TV3      | Alexandra «Àlex» Argenté | 26 episodis | [ 11 ] |
| 2018–2019 | Vis a vis               | FOX      | Fátima Amin              | 5 episodis  | [ 2 ]  |
| 2019–2021 | Élite                   | Netflix  | Cayetana Grajera Pando   | 23 episodis | [ 11 ] |
| 2021      | Élite: Historia breves  | Netflix  | Guzmán Rebe Caye         | 3 episodis  |        |

### Pel·lícules
| Any  | Títol                            | Director             | Paper           | Ref    |
| ---- | -------------------------------- | -------------------- | --------------- | ------ |
| 2016 | Tini: El gran cambio de Violetta | Juan Pablo Buscarini | Eloísa Martínez | [ 12 ] |
| 2017 | Es por tu bien                   | Carlos Therón        | Marta           | [ 2 ]  |
| 2020 | Rifkin's Festival                | Woody Allen          | Dolores         | [ 1 ]  |
| 2022 | Código Emperador                 | Jorge Coira          | Marta           | [ 13 ] |